# Diogo Verdasca
Diogo Sousa Verdasca (Guimarães, 26 de octubre de 1996) es un futbolista portugués que juega como defensa en el Käpäz P. F. K. de la Liga Premier de Azerbaiyán.

## Trayectoria
Se formó en la cantera del Boavista F. C. y del Porto F. C. Durante dos temporadas jugó en las filas del segundo equipo del Oporto, en Segunda División, del que era capitán. En verano de 2017 fue traspasado al Real Zaragoza, firmando un contrato hasta el 30 de junio de 2020.
Tras dos temporadas en el conjunto maño, en agosto de 2019 se marchó traspasado al Beitar Jerusalén. Allí estuvo también dos años hasta que en junio de 2021 llegó al Śląsk Wrocław.
El 27 de julio de 2023 firmó por una temporada con el C. D. Mirandés. De este modo regresó a España para volver a competir en la Segunda División. En su primer entrenamiento sufrió una lesión en el tendón de Aquiles, por lo que no pudo debutar hasta febrero. La campaña siguiente la inició sin equipo y a mediados de septiembre se unió al Käpäz P. F. K. azerí.

## Selección nacional
Ha sido internacional en las categorías inferiores de la selección de Portugal.

## Clubes
| Club             | País       | Año       |
| ---------------- | ---------- | --------- |
| F. C. Porto "B"  | Portugal   | 2015-2017 |
| Real Zaragoza    | España     | 2017-2019 |
| Beitar Jerusalén | Israel     | 2019-2021 |
| Śląsk Wrocław    | Polonia    | 2021-2023 |
| C. D. Mirandés   | España     | 2023-2024 |
| Käpäz P. F. K.   | Azerbaiyán | 2024-     |